# Michael Lewis (pisarz)
Michael Monroe Lewis (ur. 15 października 1960 w Nowym Orleanie) – amerykański pisarz i dziennikarz finansowy. Od 2009 roku jest redaktorem współpracującym z Vanity Fair, pisze głównie o biznesie, finansach i ekonomii. Jest znany ze swojej literatury faktu, w szczególności z reportaży o kryzysach finansowych i ekonomii behawioralnej.
Lewis urodził się w Nowym Orleanie i studiował na Uniwersytecie Princeton, gdzie uzyskał dyplom z historii sztuki. W latach 80. po ukończeniu London School of Economics rozpoczął karierę na Wall Street, jako sprzedawca obligacji w Salomon Brothers. To doświadczenie skłoniło go do napisania swojej pierwszej książki Liar's Poker (1989). Czternaście lat później Lewis napisał książkę Moneyball: The Art of Winning an Unfair Game (2003), w której badał sukces Billy’ego Beane’a i drużyny Oakland Athletics. Jego książka z 2006 roku The Blind Side: Evolution of a Game jako pierwsza doczekała się adaptacji filmowej Wielki Mike (2009). W 2010 roku wydał Wielki szort. Mechanizm maszyny zagłady (ang. The Big Short: Inside the Doomsday Machine). Kolejne dwie jego książki doczekały się adaptacji filmowych Moneyball w 2011 roku, a następnie w 2015 roku Big Short. Jego książka z 2018 roku zatytułowana The Fifth Risk, w której analizuje nominacje polityczne prezydenta Donalda Trumpa przez czternaście tygodni utrzymała się na liście bestsellerów New York Timesa.
Jest laureatem dwóch nagród literackich Los Angeles Times.
Michael Lewis jest ateistą.